# Alloschizotaenia occidentalis
Alloschizotaenia occidentalis är en mångfotingart som beskrevs av Carl Graf Attems 1937. Alloschizotaenia occidentalis ingår i släktet Alloschizotaenia och familjen storjordkrypare. Inga underarter finns listade i Catalogue of Life.